# Google Fast Flip
O Google Fast Flip era um agregador de notícias online do Google Inc. que imitava a experiência de folhear um jornal ou revista, permitindo a busca visual de histórias de maneira semelhante a microfichas. Foi lançado em versão beta pelo Google Labs na conferência TechCrunch 50 em setembro de 2009.
O site apresentava imagens de histórias dos parceiros de notícias do Google, que podiam ser clicadas para navegar até a história no próprio site do provedor de notícias. As histórias podem ser roladas entre o uso das teclas do mouse ou do cursor. A apresentação de matérias usava um algoritmo semelhante ao do Google Notícias, mas as matérias podiam ser ordenadas por publicação e também por assunto. Krishna Bharat, do Google News, disse que "Fast Flip é principalmente para conteúdo de vida útil mais longa, o tipo de conteúdo que você deseja recomendar a outras pessoas". O Fast Flip foi criado depois que Larry Page "perguntou por que a web não era mais como uma revista, permitindo que os usuários passassem de tela em tela sem problemas". O Fast Flip também estava disponível em dispositivos móveis iPhone e Android.
Os usuários do Fast Flip puderam seguir amigos e tópicos, encontrar novos conteúdos e criar suas próprias revistas personalizadas em torno de suas pesquisas.
No lançamento, havia 39 parceiros de notícias principalmente baseados nos EUA. O Google disse que compartilharia a maior parte da receita de anúncios contextuais com seus parceiros de notícias.
Fast Flip foi elogiado por permitir a navegação visual, rápida e casual de notícias, mas foi criticado por ser uma novidade, anacrônico, pois emula a mídia impressa, limita navegação e apresenta poucas fontes de notícias, e como sendo mais focado nas necessidades dos editores do que dos leitores. Sua pesquisa visual foi comparada à pesquisa visual beta do Microsoft Bing e ao aplicativo de microficha para iPhone do The Onion. O Fast Flip também foi citado como uma demonstração do poder do Google no mercado de notícias; configurando outra interface de notícias que usa o conteúdo dos editores sem retornar muito valor.
Em setembro de 2011, o Google anunciou que iria descontinuar vários de seus produtos, incluindo o Google Fast Flip.